# Мигаєве (станція)
Мигаєве — вузлова проміжна залізнична станція Одеської дирекції Одеської залізниці на перетині ліній Подільськ — Роздільна I та Мигаєве — Ротове між станціями Веселий Кут (15 км) та Роздільна-Сортувальна (11 км). Розташована між селами Мигаєве та Заможне Роздільнянського району Одеської області. Від станції Мигаєве відгалужується 44-кілометрова залізнична лінія до роз'їзду Ротове.

## Історія
Станція відкрита 1865 року, під час прокладання залізниці Балта — Одеса.
У квітні 1938 року на станції здійснювалося  виселення родин репресованих з Гросуловського та Роздільнянського районів Одеської області (загалом використано 25 вагонів) у Казахську РСР.
У 1990 році станція електрифікована змінним струмом (~25 кВ) в складі дільниці Роздільна I — Котовськ (завдовжки 113 км).

## Пасажирське сполучення
На станції Мигаєве зупиняються приміські електропоїзди до станцій Балта, Вапнярка, Подільськ та Одеса.

## Галерея

Вокзал станції Мигаєве
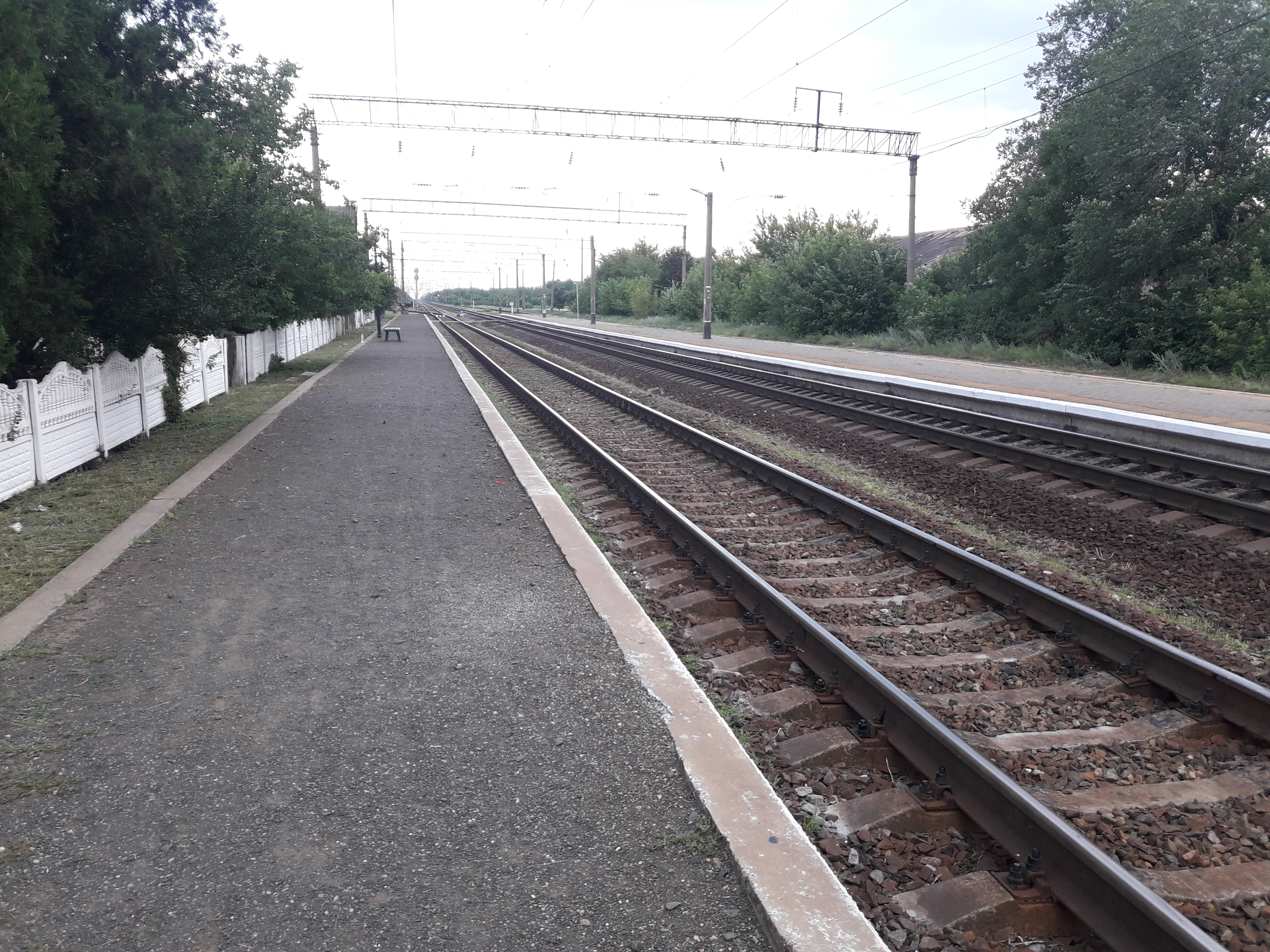
Краєвид у напрямку станції Роздільна I
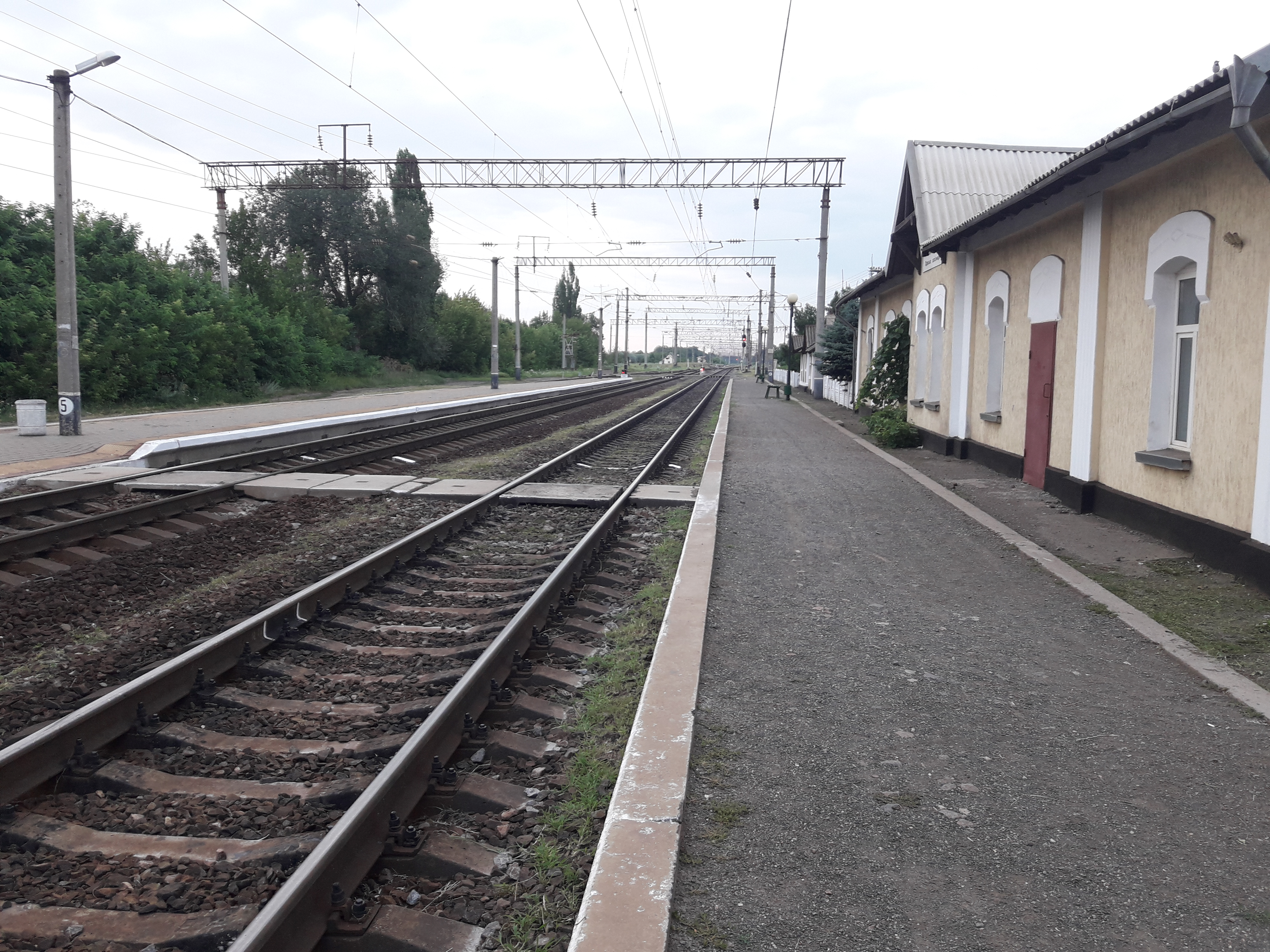
Краєвид у напрямку станції Веселий Кут
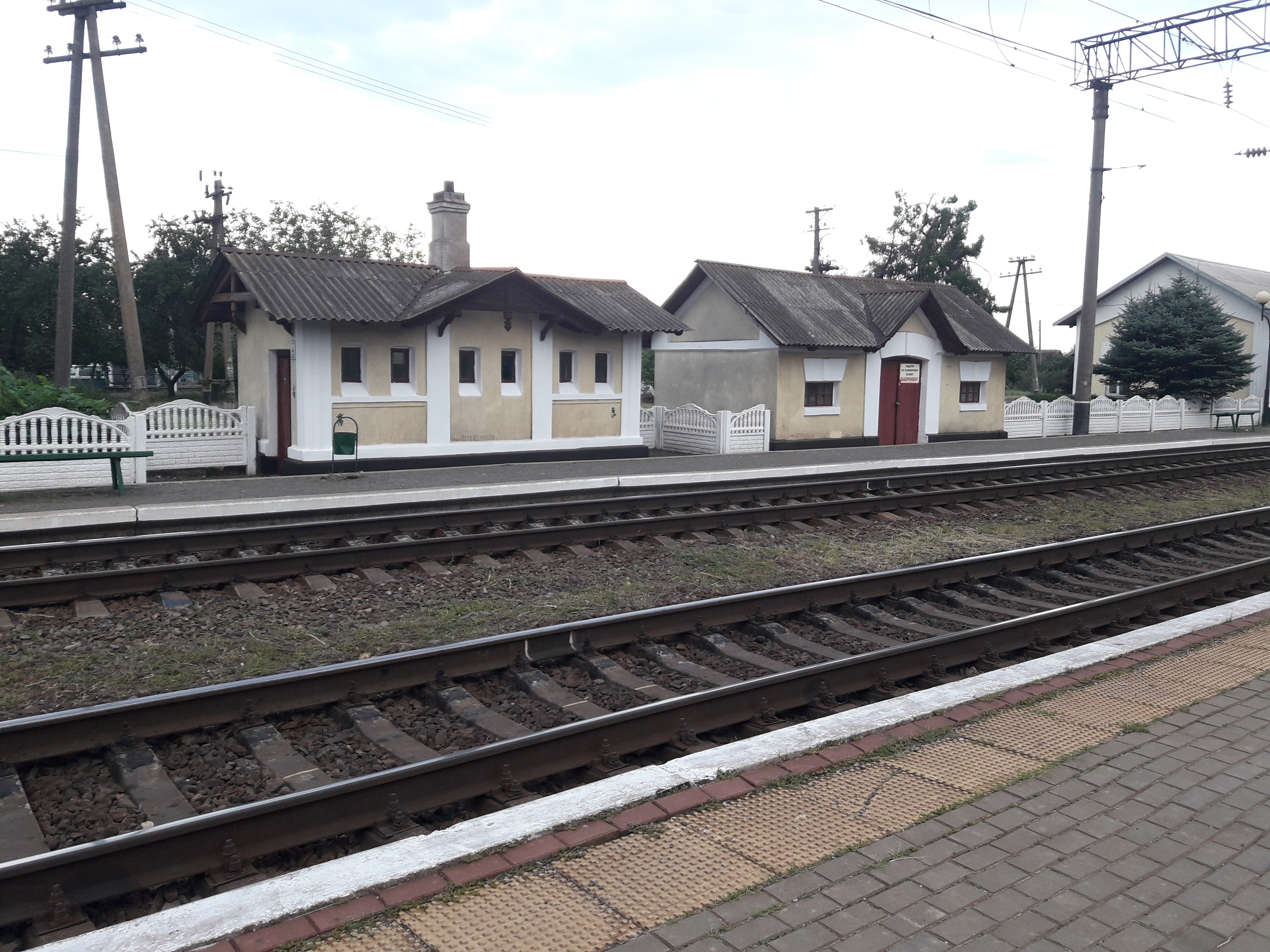
Станційні будівлі